# 멜렌키

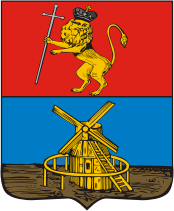
시 문장

멜렌키(러시아어: Меленки)는 러시아 블라디미르주 남동부에 위치한 도시로, 인구는 16,344명(2002년 기준)이며 블라디미르(블라디미르 주의 주도)에서 남동쪽으로 150km 정도 떨어진 곳에 위치한다. 17세기에 신설되었으며 1778년 시로 승격되었다.